# سینه‌سرخ هندی
سینه‌سرخ هندی (نام علمی: Saxicoloides fulicatus) نام یک گونه از سرده سینه‌سرخ پیسه است.